# Mungo (Angola)
Mungo és un municipi de la província de Huambo. Té una extensió de 5.400 km² i 110.429 habitants segons el cens de 2014. Comprèn les comunes de Mungo i Kambuengo. Limita al nord amb el municipi d'Andulo, a l'est amb els municipis d'Andulo i Cunhinga i al sud i oest amb el municipi de Bailundo.